# 24 Heures du Mans 1978
Navigation
Édition précédente Édition suivante
Les 24 Heures du Mans 1978 sont la 46e édition de l'épreuve et se déroulent les 10 et 11 juin 1978 sur le circuit de la Sarthe.

## Nombre de pilotes qualifiés pour la course
En cette quarante-sixième édition des 24 Heures du Mans, la barre des 150 pilotes qualifiés pour la course est franchie avec 155 coureurs au départ. Du côté des participations féminines, cinq pilotes sont présentes dont un équipage.
| 69 Français    | 23 Britanniques    | 19 Américains    | 17 Suisses    | 8 Allemands   |
| 5 Belges       | 3 Brésiliens       | 2 Australiens    | 2 Autrichiens | 1 Irlandais   |
| 1 Italien      | 1 Liechtensteinois | 1 Luxembourgeois | 1 Marocain    | 1 Néerlandais |
| 1 Sud-Africain |                    |                  |               |               |

## Déroulement de la course

### Classements intermédiaires
| Pos. | Après la 1re heure | Après la 1re heure                                                                                              | Après 6 heures | Après 6 heures                                                                   | Après 12 heures | Après 12 heures                                                                                                 | Après 18 heures | Après 18 heures                                                                                                 |
| Pos. | n°                 | Voiture / Pilotes                                                                                               | n°             | Voiture / Pilotes                                                                | n°              | Voiture / Pilotes                                                                                               | n°              | Voiture / Pilotes                                                                                               |
| ---- | ------------------ | --- | -------------- | -------------------------------------------------------------------------------- | --------------- | --- | --------------- | --- |
| 1    | 2                  | Renault Sport Renault Alpine A442B (Gr.6 / +2.0) Pironi - Jaussaud                                              | 2              | Renault Sport Renault Alpine A442B (Gr.6 / +2.0) Pironi - Jaussaud               | 1               | Renault Sport Renault Alpine A443 (Gr.6 / +2.0) Jabouille - Depailler                                           | 1               | Renault Sport Renault Alpine A443 (Gr.6 / +2.0) Jabouille - Depailler                                           |
| 2    | 3                  | Renault Sport Renault Alpine A442A (Gr.6 / +2.0) Bell - Jarier                                                  | 3              | Renault Sport Renault Alpine A442A (Gr.6 / +2.0) Bell - Jarier                   | 6               | Martini Racing Porsche System Porsche 936/78 (Gr.6 / +2.0) Wollek - Barth - Ickx                                | 2               | Renault Sport Renault Alpine A442B (Gr.6 / +2.0) Pironi - Jaussaud                                              |
| 3    | 6                  | Martini Racing Porsche System Porsche 936/78 (Gr.6 / +2.0) Wollek - Barth - Ickx                                | 1              | Renault Sport Renault Alpine A443 (Gr.6 / +2.0) Jabouille - Depailler            | 2               | Renault Sport Renault Alpine A442B (Gr.6 / +2.0) Pironi - Jaussaud                                              | 7               | Martini Racing Porsche System Porsche 936/77 (Gr.6 / +2.0) Haywood - Gregg - Joest                              |
| 4    | 1                  | Renault Sport Renault Alpine A443 (Gr.6 / +2.0) Jabouille - Depailler                                           | 6              | Martini Racing Porsche System Porsche 936/78 (Gr.6 / +2.0) Wollek - Barth - Ickx | 4               | Équipe Renault Elf Sport Calberson Renault Alpine A442A (Gr.6 / +2.0) Fréquelin - Ragnotti - Dolhem - Jabouille | 6               | Martini Racing Porsche System Porsche 936/78 (Gr.6 / +2.0) Wollek - Barth - Ickx                                |
| 5    | 4                  | Équipe Renault Elf Sport Calberson Renault Alpine A442A (Gr.6 / +2.0) Fréquelin - Ragnotti - Dolhem - Jabouille | 43             | Martini Racing Porsche System Porsche 935/78 (Gr.5 / +2.0) Schurti - Stommelen   | 7               | Martini Racing Porsche System Porsche 936/77 (Gr.6 / +2.0) Haywood - Gregg - Joest                              | 4               | Équipe Renault Elf Sport Calberson Renault Alpine A442A (Gr.6 / +2.0) Fréquelin - Ragnotti - Dolhem - Jabouille |

### Classement final de la course

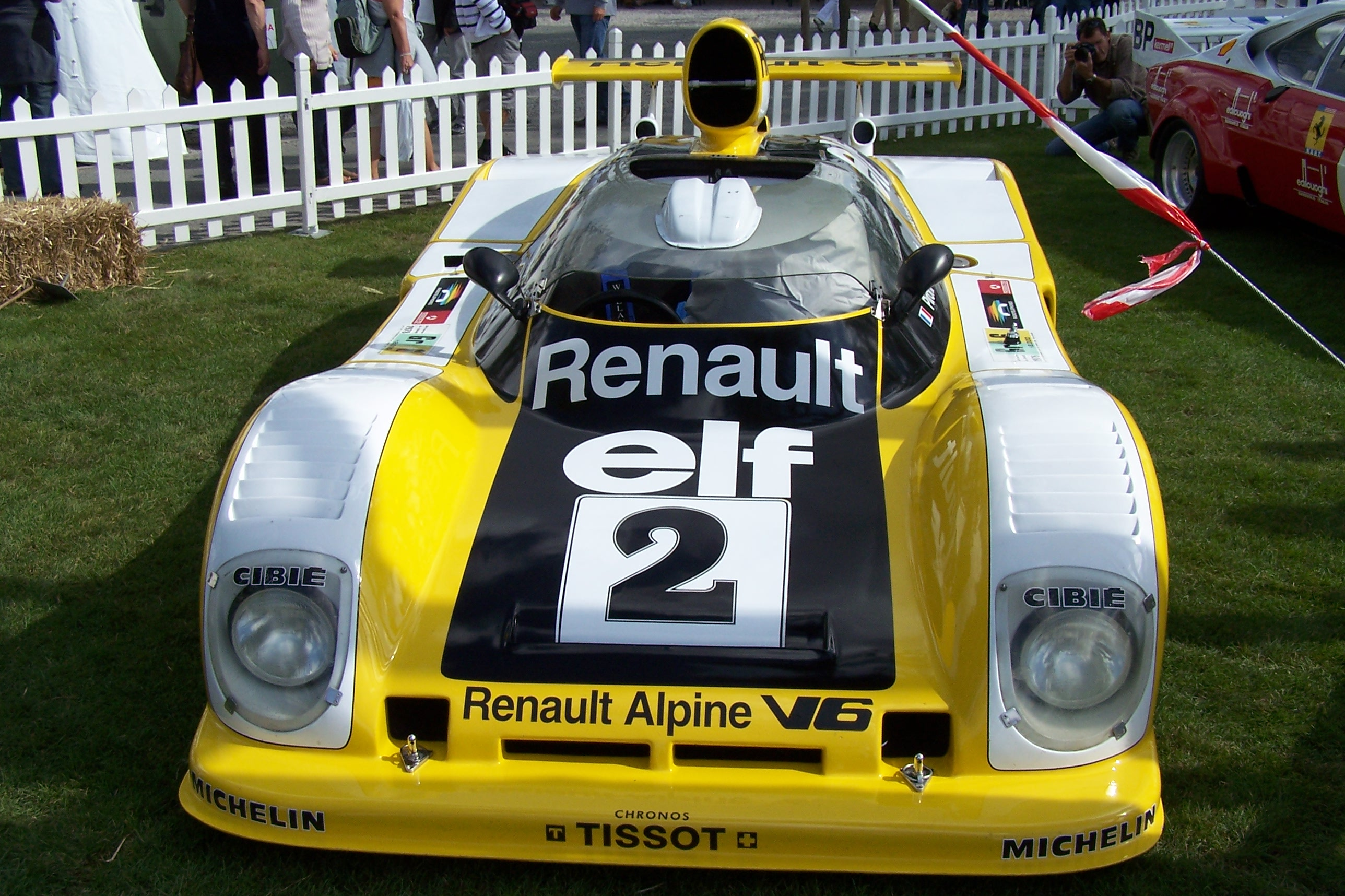
La Renault Alpine A442B, victorieuse de l'édition 1978.

Voici le classement officiel au terme des 24 heures de course.
- Les vainqueurs de chaque catégorie sont signalés par un fond jauni.
- Dans la colonne Pneus apparaît l'initiale du fournisseur, il suffit de placer le pointeur au-dessus du modèle pour connaître le manufacturier de pneumatiques.

| Pos.  | Catégorie | N° | Écurie                                                   | Pilotes                                                            | Châssis Moteur                                    | Pneus | Tours |
| ----- | --------- | -- | -------------------------------------------------------- | ------------------------------------------------------------------ | ------------------------------------------------- | ----- | ----- |
| 1     | Gr.6 +2.0 | 2  | Renault Sport                                            | Didier Pironi Jean-Pierre Jaussaud                                 | Renault Alpine A442B Renault 2.0L Turbo V6        | M     | 369   |
| 2     | Gr.6 +2.0 | 6  | Martini Racing Porsche System                            | Bob Wollek Jürgen Barth Jacky Ickx                                 | Porsche 936/78 Porsche Type-935 2.1L Turbo Flat-6 | D     | 364   |
| 3     | Gr.6 +2.0 | 7  | Martini Racing Porsche System                            | Hurley Haywood Peter Gregg Reinhold Joest                          | Porsche 936/77 Porsche Type-935 2.1L Turbo Flat-6 | D     | 362   |
| 4     | Gr.6 +2.0 | 4  | Équipe Renault Elf Sport Calberson                       | Guy Fréquelin Jean Ragnotti José Dolhem Jean-Pierre Jabouille      | Renault Alpine A442A Renault 2.0L Turbo V6        | M     | 358   |
| 5     | IMSA +2.5 | 90 | Dick Barbour Racing                                      | Brian Redman Dick Barbour John Paul Sr.                            | Porsche 935/77 Porsche Type-935 3.0L Turbo Flat-6 | G     | 337   |
| 6     | Gr.5 +2.0 | 44 | Porsche Kremer Racing                                    | Jim Busby Chris Cord Rick Knoop                                    | Porsche 935/77 Porsche Type-935 3.0L Turbo Flat-6 | G     | 336   |
| 7     | Gr.5 +2.0 | 41 | Mondelo ASA Cachia - Team Pace                           | Alfredo Guarana Paulo Gomes (pt) Mário Amaral                      | Porsche 935/77 Porsche Type-935 3.0L Turbo Flat-6 | D     | 329   |
| 8     | Gr.5 +2.0 | 43 | Martini Racing Porsche System                            | Manfred Schurti Rolf Stommelen                                     | Porsche 935/78 Porsche 3.2L Turbo Flat-6          | D     | 326   |
| 9     | GTP 3.0   | 72 | Jean Rondeau                                             | Jean Rondeau Bernard Darniche Jacky Haran                          | Rondeau M378 Ford Cosworth DFV 3.0L V8            | G     | 294   |
| 10    | Gr.6 +2.0 | 10 | Grand Touring Cars Inc.                                  | Vern Schuppan Jacques Laffite Sam Posey                            | Mirage M9 Renault 2.0L Turbo V6                   | G     | 293   |
| 11    | Gr.6 -2.0 | 31 | ROC La Pierre du Nord                                    | Michel Pignard Lucien Roussiaud Laurent Ferrier                    | Chevron B36 ROC-Chrysler 2.0L I4                  | G     | 284   |
| 12    | Gr.4 3.0  | 66 | BP Racing / Anne-Charlotte Verney                        | Anne-Charlotte Verney Xavier Lapeyre François Servanin             | Porsche 911 Carrera RSR Porsche 3.0L Flat-6       | M     | 279   |
| 13    | GTP 3.0   | 71 | André Chevalley Racing                                   | André Chevalley François Trisconi                                  | Inaltera LM Ford Cosworth DFV 3.0L V8             | G     | 279   |
| 14    | IMSA +2.5 | 97 | Charles Ivey Racing                                      | Larry Perkins Gordon Spice John Rulon-Miller (pl)                  | Porsche 911 Carrera RSR Porsche 3.0L Flat-6       | G     | 278   |
| 15    | Gr.6 +2.0 | 8  | Alain de Cadenet                                         | Alain de Cadenet Chris Craft                                       | De Cadenet-Lola LM Ford Cosworth DFV 3.0L V8      | G     | 273   |
| 16    | IMSA +2.5 | 86 | Ecurie Grand Competition Cars North American Racing Team | François Migault Lucien Guitteny                                   | Ferrari 365 GT4/BB Ferrari 4.9L Flat-12           | G     | 262   |
| 17    | Gr.4 +3.0 | 62 | "Ségolen"                                                | Christian Bussi (de) Jean-Claude Briavoine "Ségolen"               | Porsche 934 Porsche 3.0L Flat-6                   | M     | 259   |
| N. c. | Gr.6 -2.0 | 23 | Francy Sauber PP AG                                      | Marc Surer Eugen Strähl Harry Blumer                               | Sauber C5 BMW 2.0L I4                             | P     | 257   |
| N. c. | Gr.6 -2.0 | 20 | C.H. Graeminger                                          | Sandro Plastina Mario Luini Jean-Daniel Grandjean                  | Cheetah G601 Ford Cosworth BDG 2.0L I4            | G     | 250   |
| N. c. | Gr.4 3.0  | 64 | Georges Bourdillat                                       | Georges Bourdillat Alain-Michel Bernhard Jean-Luc Favresse         | Porsche 911 Carrera RSR Porsche 3.0L Flat-6       | M     | 241   |
| N. c. | Gr.6 -2.0 | 25 | Team Pronuptia                                           | Bruno Sotty Gérard Cuynet Jean-Claude Dufrey                       | Lola T294/6 Ford Cosworth FVC 1.9L I4             | G     | 238   |
| N. c. | Gr.6 -2.0 | 24 | Team Pronuptia                                           | Michel Elkoubi Pierre Yver Philippe Streiff                        | Lola T296 Ford Cosworth FVC 1.9L I4               | G     | 232   |
| N. c. | Gr.6 -2.0 | 28 | Dominique Lacaud                                         | Michel Lateste Jean-François Auboiron Dominique Lacaud             | Lola T297 BMW 2.0L I4                             | G     | 217   |
| N. c. | Gr.5 +2.0 | 45 | Porsche Kremer Racing                                    | Louis Krages Dieter Schornstein Philippe Gurdjian                  | Porsche 935/77 Porsche Type-935 3.0L Turbo Flat-6 | G     | 182   |
| Abd.  | IMSA +2.5 | 88 | Pozzi-Thompson JMS Racing                                | Jean-Claude Andruet Spartaco Dini                                  | Ferrari 512BB Ferrari 4.9L Flat-12                | M     | 251   |
| Abd.  | Gr.6 +2.0 | 19 | IBEC Racing Developments, Ltd.                           | Guy Edwards Ian Grob                                               | IBEC P6 Ford Cosworth DFV 3.0L V8                 | G     | 195   |
| Abd.  | Gr.6 +2.0 | 5  | Martini Racing Porsche System                            | Jacky Ickx Henri Pescarolo Jochen Mass                             | Porsche 936/78 Porsche Type-935 2.1L Turbo Flat-6 | D     | 255   |
| Abd.  | Gr.6 +2.0 | 1  | Renault Sport                                            | Jean-Pierre Jabouille Patrick Depailler                            | Renault Alpine A443 Renault 2.0L Turbo V6         | M     | 279   |
| Abd.  | IMSA +2.5 | 87 | Luigi Chinetti Sr.                                       | Jacques Guérin Jean-Pierre Delauney Gregg Young                    | Ferrari 512BB Ferrari 4.9L Flat-12                | G     | 232   |
| Abd.  | GTP 3.0   | 76 | WM A.E.R.E.M. / Team Esso Aseptogyl                      | Christine Dacremont Marianne Hoepfner                              | WM P76 Peugeot PRV 2.7L V6                        | M     | ?     |
| Abd.  | Gr.6 -2.0 | 30 | ROC La Pierre du Nord                                    | Jacques Henry Albert Dufrene Max Cohen-Olivar                      | Chevron B36 ROC-Chrysler 2.0L I4                  | G     | 195   |
| Abd.  | IMSA +2.5 | 89 | Pozzi-Thompson JMS Racing                                | Claude Ballot-Léna Jean-Louis Lafosse                              | Ferrari 512BB Ferrari 4.9L Flat-12                | M     | ?     |
| Abd.  | GTP +3.0  | 78 | WM A.E.R.E.M. / Team Esso Aseptogyl                      | Christian Debias Xavier Mathiot Marc Sourd                         | WM P78 Peugeot PRV 2.7L Turbo V6                  | M     | 186   |
| Abd.  | Gr.4 +3.0 | 68 | Hervé Poulain                                            | Edgar Dören Gerhard Holup Hervé Poulain Roman Feitler              | Porsche 934 Porsche 3.0L Turbo Flat-6             | G     | 167   |
| Abd.  | Gr.6 -2.0 | 27 | Mogil Motors Ltd. with Kores Racing                      | Tony Charnell Robin Smith Fréderic Alliot Richard Jones (de)       | Chevron B31 Ford Cosworth BDG 2.0L I4             | G     | 180   |
| Abd.  | IMSA +2.5 | 91 | Dick Barbour Racing                                      | Bob Garretson Steve Earle (de) Robert Akin                         | Porsche 935/77 Porsche Type-935 3.0L Turbo Flat-6 | G     | 159   |
| Abd.  | Gr.6 -2.0 | 29 | ROC Modylook                                             | Michel Dubois Daniel Gache Julien Sanchez (de)                     | Chevron B36 ROC-Chrysler 2.0L I4                  | G     | ?     |
| Abd.  | Gr.5 +2.0 | 48 | Haberthur / Mecarillos Racing Team                       | Herbert Müller Claude Haldi "Nico"                                 | Porsche 935/76 Porsche Type-935 3.0L Turbo Flat-6 | G     | 140   |
| Abd.  | Gr.6 +2.0 | 12 | Simon Phillips Racing BATCO France                       | Nick Faure (en) John Beasley Simon Phillips Martin Raymond         | De Cadenet-Lola T380 Ford Cosworth DFV 3.0L V8    | G     | 99    |
| Abd.  | Gr.6 -2.0 | 32 | Dorset Racing Associates with Kelly Girl                 | Ian Harrower Tony Birchenhough Juliette Slaughter Brian Joscelyn   | Lola T294 Ford Cosworth FVC 2.0L I4               | G     | ?     |
| Abd.  | Gr.6 -2.0 | 26 | G.V.E.A.                                                 | Georges Morand Eric Vuagnat Christian Blanc                        | Lola T296 Ford Cosworth BDG 2.0L I4               | G     | ?     |
| Abd.  | Gr.6 -2.0 | 21 | Jean-Marie Lemerle                                       | Jean-Marie Lemerle (de) Alain Levié (de) Pierre-François Rousselot | Lola T294 ROC-Chrysler 2.0L I4                    | G     | ?     |
| Abd.  | Gr.6 +2.0 | 3  | Renault Sport                                            | Derek Bell Jean-Pierre Jarier                                      | Renault Alpine A442A Renault 2.0L Turbo V6        | M     | 162   |
| Abd.  | Gr.4 3.0  | 65 | Joël Laplacette                                          | Antoine Salamin Gérard Vial Yves Courage Joël Laplacette           | Porsche 930 Porsche 3.3L Turbo Flat-6             | M     | ?     |
| Abd.  | Gr.6 -2.0 | 34 | BMW Great Britain with Toleman Delivery                  | Dieter Quester Tom Walkinshaw Rad Dougall                          | Osella PA6 BMW 2.0L I4                            | P     | 113   |
| Abd.  | Gr.5 +2.0 | 94 | Whittington Bros. Racing                                 | Don Whittington Bill Whittington Franz Konrad                      | Porsche 935/77 Porsche Type-935 3.0L Turbo Flat-6 | G     | 41    |
| Abd.  | Gr.4 +3.0 | 69 | Ravenel Frères                                           | Willy Braillard Philippe Dagoreau Jean-Louis Ravenel Jean Ravenel  | Porsche 934 Porsche 3.0L Turbo Flat-6             | D     | ?     |
| Abd.  | Gr.6 +2.0 | 11 | Grand Touring Cars Inc.                                  | Sam Posey Michel Leclère                                           | Mirage M9 Renault 2.0L Turbo V6                   | G     | 33    |
| Abd.  | Gr.4 +3.0 | 61 | Auto Daniel Urcun                                        | Guy Chasseuil Jean-Claude Lefévre Marcel Mignot                    | Porsche 934 Porsche 3.0L Turbo Flat-6             | D     | ?     |
| Abd.  | GTP +3.0  | 77 | WM A.E.R.E.M. / Team Esso Aseptogyl                      | Jean-Daniel Raulet Max Mamers                                      | WM P77 Peugeot PRV 2.7L Turbo V6                  | M     | 44    |
| Abd.  | IMSA +2.5 | 85 | Écurie Francorchamps                                     | Teddy Pilette Jean Blaton Raymond Touroul                          | Ferrari 512BB Ferrari 4.9L Flat-12                | M     | 39    |
| Abd.  | IMSA +2.5 | 84 | Brad Friselle Racing Wynn's Belgium                      | Brad Friselle Robert Kirby John Hotchkis                           | Chevrolet Monza Chevrolet 5.7L V8                 | G     | 30    |
| Abd.  | Gr.5 +2.0 | 46 | Porsche Kremer Racing                                    | Martin Raymond Jean-Pierre Wielemans (« Steve ») Mike Franey       | Porsche 935/77 Porsche Type-935 3.0L Turbo Flat-6 | G     | 34    |
| Abd.  | Gr.5 +2.0 | 47 | Weisberg Gelo Racing Team                                | John Fitzpatrick Toine Hezemans                                    | Porsche 935/77 Porsche Type-935 3.0L Turbo Flat-6 | G     | 19    |
| Abd.  | Gr.6 -2.0 | 33 | Dorset Racing Associates Cloud Engineering               | Bob Evans Martin Birrane (en) Richard Down Richard Bond (de)       | Lola T294 Ford Cosworth FVC 2.0L I4               | G     | ?     |

Détail :
- La no 23 Sauber C5, la no 20 Cheetah G501, la no 64 Porsche Carrera, la no 25 Lola T296, la no 24 Lola T296, la no 28 Lola T297 et la no 45 Porsche 935 T n'ont pas été classées pour distance parcourue insuffisante (moins de 70 % de la distance parcourue par le 1er de l'épreuve).

## Pole position et record du tour
- Pole position : Jacky Ickx sur la Porsche 936/78 no 5 - Martini Racing-Porsche en 3 min 27 s 6 (236,532 km/h).
- Meilleur tour en course : Jean-Pierre Jabouille sur la Renault Alpine A443 no 1 - Renault Sport-Elf en 3 min 34 s 2 (229,244 km/h) au 226e tour.

## Prix de l'efficacité énergétique
- no 6 Porsche 936/78 - Martini Racing-Porsche

## Heures en tête
Voitures figurant en tête de l'épreuve à la fin de chaque heure de course :
| n° | Voiture              | Écurie        | Pilotes                                 | Heures             | Total     |
| -- | -------------------- | ------------- | --------------------------------------- | ------------------ | --------- |
| 2  | Renault Alpine A442B | Renault Sport | Didier Pironi Jean-Pierre Jaussaud      | 1re à 6e 19e à 24e | 12 heures |
| 1  | Renault Alpine A443  | Renault Sport | Jean-Pierre Jabouille Patrick Depailler | 7e à 18e           | 12 heures |

## À noter
- Longueur du circuit : 13,640 km
- Distance parcourue : 5 044,530 km
- Vitesse moyenne : 210,189 km/h
- Écart avec le 2e : 126,410 km
- 180 000 spectateurs